# Variations énigmatiques
 (novembre 2022).
Variations énigmatiques est une pièce de théâtre d'Éric-Emmanuel Schmitt, créée au Théâtre Marigny à Paris en mars 1996, dont la construction fait référence à Variations Enigma, pièce musicale à « clés » de Sir Edward Elgar : il s'agit, sans la mentionner, d'évoquer la présence de personnes (dans la pièce : d'une personne) par une série d'« omissions » successives.

## Argument
Sur l'île de Rösvannöy, placée en mer de Norvège, l'écrivain et prix Nobel de littérature Abel Znorko vit seul. Il accueille à coups de feu un journaliste qu'il a pourtant invité, Erik Larsen. Larsen commence à interroger un Znorko peu coopératif sur le dernier roman de celui-ci, qui consiste en une correspondance entre l'écrivain et une femme inconnue, qui est peut-être la personne à qui est dédiée le livre, « H.M. ».
Petit à petit, au fil de dialogues ambigus et mouvementés entre les deux hommes, ponctués de surprises permanentes, se dessinent deux visions antinomiques de l'amour entre une femme et un homme : la passion courte mais mémorable face à l'amour fidèle et continu.

## Commentaires
La pièce a été créée au Théâtre Marigny, à Paris, en mars 1996. La mise en scène fut réalisée par Bernard Murat, avec Alain Delon dans le rôle d'Abel Znorko et Francis Huster dans celui d'Erik Larsen,.
Alain Delon n'avait plus joué au théâtre depuis mai 1968 dans une pièce de Jean Cau intitulée Les Yeux crevés. La pièce avait alors dû être arrêtée à cause des événements de mai 68. 
Le titre et la musique utilisée au cours la pièce est celle du compositeur britannique Edward Elgar, les Variations sur un thème original connues en anglais sous le nom de Enigma Variations à cause des énigmes posées par l'auteur sur son œuvre.

## Éditions
Édition imprimée originale
- Éric-Emmanuel Schmitt, Variations énigmatiques, Paris, éd. Albin Michel, 8 octobre 1996, 188 p., 130mm x 200mm (ISBN 2-226-08461-4)

Édition imprimée au format de poche
- Éric-Emmanuel Schmitt, Théâtre Tome 1 : Golden Joe, Variations énigmatiques, Le Libertin, Paris, Librairie générale française, coll. « Le Livre de poche », 26 novembre 2003, 320 p., 18 cm (ISBN 978-2-253-15599-7)

## Traductions
La pièce a été traduite et jouée en anglais, arabe, bosnien, bulgare, espagnol, grec, estonien, finnois, galicien, hongrois, italien, islandais, hébreu, japonais, letton, norvégien, néerlandais, perse, portugais (brésilien et européen), roumain, russe, serbe, slovaque, slovène, suédois, turc et ukrainien.